# Hold On 'Til the Night
Hold On 'til the Night è il primo album in studio del cantante statunitense Greyson Chance, pubblicato nel 2011.

## Tracce
1. Waiting Outside the Lines – 3:51 (Marcos Palacios, Ernest Clark, Aaron Cox, Eric Bellinger, Greyson Chance)
2. Unfriend You – 3:20 (Josh Alexander, Billy Steinberg)
3. Home Is in Your Eyes – 3:30 (Greyson Chance, Cox, Palacios, Clark)
4. Hold On 'til the Night – 3:41 (Lauren Christy, Graham Edwards, Scott Spoke, Greyson Chance)
5. Heart Like Stone – 3:48 (Greyson Chance, Danielle Brisebois, Nick Lashley)
6. Little London Girl – 2:58 (Martin Terefe, Sacha Skarbek, Andreas Olsson, Jamesa Walsh, Greyson Chance)
7. Cheyenne – 2:55 (Kaci Brown, Dillon Rodriguez, Brian Warfield, Maclean Robinson)
8. Summertrain – 4:31 (David Jost, Alexander Zuckowski)
9. Stranded – 3:44 (Priscilla Hamilton, Cox, Palacios, Clark)
10. Take a Look at Me Now – 3:35 (Christy, Edwards, Spoke, Greyson Chance)